# جيمس غرير (كاتب)
جيمس غرير (بالإنجليزية: James Greer)‏ (1961، بوسطن في الولايات المتحدة)؛ كاتب سيناريو، عازف قيثارة، صحفي وروائي أمريكي.

## روابط خارجية
- جيمس غرير على موقع IMDb (الإنجليزية)
- جيمس غرير على موقع ألو سيني (الفرنسية)
- جيمس غرير على موقع ميوزك برينز (الإنجليزية)
- جيمس غرير على موقع أول موفي (الإنجليزية)
- جيمس غرير على موقع قاعدة بيانات الأفلام السويدية (السويدية)
- جيمس غرير على موقع أول ميوزيك (الإنجليزية)
- جيمس غرير على موقع أول ميوزيك (الإنجليزية)
- جيمس غرير على موقع ديسكوغز (الإنجليزية)
- جيمس غرير على موقع قاعدة بيانات الفيلم (الإنجليزية)